# Deutsche Börse
Deutsche Börse AG (FWB: DB1
) er en børsvirksomhed der udvikler og driver handelsløsninger til brug for værdipapirhandel. Virksomheden udbyder også finansielle services. Deutsche Börse er etableret som et aktieselskab i 1993 og er noteret på Frankfurter Wertpapierbörse, hvor aktien er blandt de 30 mest handlede og derfor i DAX-indekset. Hovedsædet er i Frankfurt am Main, Tyskland. Pr. december 2010 var der over 765 børsnoterede selskaber med en samlet markedsværdi på EUR 1.400 mia. på Deusche Börse.

## Virksomheden
Deutsche Börse har mere end 3.200 ansatte i Europa, USA og Asien. Virksomheden har afdelinger i Tyskland, Luxembourg, Schweiz, Tjekkiet og Spanien, desuden repræsentationskontorer i Beijing, London, Paris, Chicago, New York, Hong Kong og Dubai.
FWB Frankfurter Wertpapierbörse (Frankfurt Børs), er et af verdens største handelscentre for værdipapirer. Med en omsætning på ca. 90 % af det tyske marked, er det Tysklands største børs. Deutsche Börse AG ejer og driver Frankfurt Wertpapierbörse.
Deutsche Börse ejer Clearstream en clearing-virksomhed i Luxembourg og Market News International (MNI) et globalt finansnyhedsbureau.

### Opkøb og fusioner
I 2001 forsøgte Deutsche Börse en fusion med London Stock Exchange og efterfølgende et opkøbsforsøg i 2006, opkøbsforsøget blev afvist. 
Efterfølgende har Deutsche Börse arbejdet på fusionsplaner med NYSE Euronext, første gang i 2008 og igen i 2009. I 2011 var der også fusionsplaner med NYSE Euronext, det var dog tvivlsomt om fusionsplanerne ville blive godkendt af EU's og USA's konkurrencemyndigheder.
"
I april 2023 gav Deutsche Börse et bud på 29 milliarder kroner for overtagelse af den danske softwarevirksomhed SimCorp svarende til en præmie på 39 procent.